# Заворушення в Балтиморі

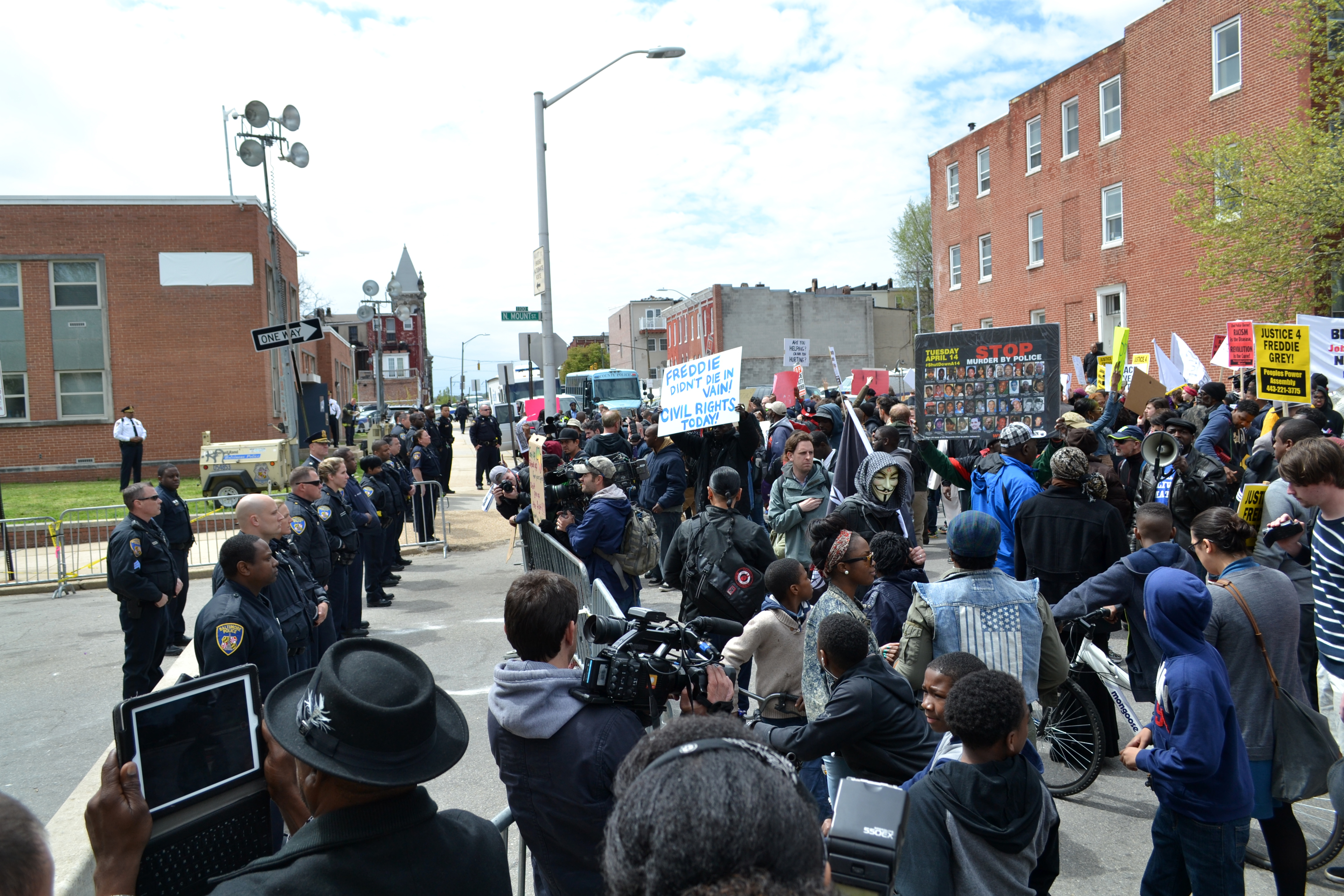
25 квітня 2015, перетин Норт-Маунт-стріт і Риггс-авеню, Балтимор.

Заворушення в Балтиморі — демонстрації і погроми, що почалися 25 квітня 2015, в місті Балтимор в американському штаті Меріленд. Причиною стала смерть 26-річного чорношкірого американця Фредді Грея, який помер від травм, отриманих після арешту поліцією. Протести спочатку мали мирний характер, проте після похорону Фредді Грея почалися зіткнення з поліцією. Для наведення порядку в Балтімор були направлені підрозділи Національної гвардії США.